# Коллекция Пегги Гуггенхайм
Коллекция Пегги Гуггенхайм (итал. Collezione Peggy Guggenheim) — коллекция современного искусства в Палаццо Веньер деи Леони на Большом канале в Венеции, один из нескольких музеев фонда Соломона Гуггенхайма. В постоянную экспозицию входит более 300 работ. Большую часть экспозиции составляет личная коллекция Пегги Гуггенхайм, включающая произведения авторов, работавших в таких направлениях, как модернизм, футуризм, кубизм, сюрреализм, абстрактный экспрессионизм. В музее представлены работы Пикассо, Леже, Северини, Мондриана, Кандинского, Миро, Клее, Эрнста, Магритта, Дали и других художников. С сентября 1997 г. в музее демонстрируются 26 картин из коллекции Джанни Маттиоли, в том числе «Цветы» Джорджо Моранди (1913) и «Портрет художника Франка Хавиленда» Амедео Модильяни (1914).

## Избранные работы
- Пабло Пикассо — Поэт; Мастерская (1928); На пляже (1937)
- Жорж Брак — Кларнет
- Василий Кандинский — Пейзаж с красными пятнами, № 2 (1913)
- Джино Северини — Море=Танцовщица (1914)
- Марк Шагал — Дождь
- Константин Брынкуши — Птица в пространстве, Майастра
- Казимир Малевич — Без названия (ок. 1916)
- Джорджо де Кирико — Красная башня (1913)
- Сальвадор Дали — Рождение жидких желаний (1931—32)
- Хуан Миро — Голландский интерьер II (1928)
- Макс Эрнст — Облачение невесты (1940)
- Марино Марини — Ангел города (1948)
- Джексон Поллок — Лунная женщина (1942), Алхимия (1947)